# Pokot
I pokot sono un popolo nilotico che vive in Kenya – distretti di West Pokot e Baringo - e in Uganda – distretto di Karamoja. La lingua pokot appartiene al gruppo delle lingue nilotiche meridionali.

## Storia
I pokot sono un gruppo nilotico che è sceso dalla valle del Nilo verso il XV secolo, parte della grande migrazione che ha visto i nilotici meridionali giungere nelle regioni che occupano tutt'oggi. Non esistono documenti, e le prove archeologiche sono dubbie. La storia orale racconta che pokot, masai e turkana si siano scontrati in un'epica battaglia (XVI secolo) da cui i pokot sarebbe usciti vincitori, spingendo i masai a sud e ad est – ma un gruppo avrebbe raggiunto le pendici del monte Elgon dove vivono tuttora – e i turkana a nord. La battaglia potrebbe essere stata combattuta nei pressi di Marich Pass, il passo che oggi divide il territorio pokot da quello turkana. Sulla strada che porta da Kapenguria a Kacheliba si trova oggi un cumulo di sassi. La tradizione vuole che vi sia sepolto un grande guerriero che portò i pokot alla vittoria.
Dopo la battaglia, i pokot hanno occupato i terreni intorno all'attuale Kitale e le vallate alle pendici dei Cherengani Hills, fin al sud est Karamoja, ora in Uganda. I coloni inglesi li espulsero dagli altipiani attorno a Kitale per impiantare le loro fattorie. Vanamente i pokot hanno chiesto che il territorio che loro considerano ancestrale, e che è molto fertile, venga riconsegnato loro. 
Agli inizi degli anni 1950, alcuni gruppi di pokot hanno risalito i Cherengani e vi si sono stabiliti lungo tutta la dorsale dando vita a notevoli centri (Kaibichbich, Sina, ed altri).

## Vita
I pokot sono pastori e la loro cultura gravita sulla pastorizia, i suoi tempi e sulla cura del bestiame. Il bestiame ha un ruolo centrale nella formazione umana dei giovani. Ogni pokot, dopo l'iniziazione, è conosciuto con il nome del suo bue preferito. Con questo animale, scelto durante il processo di crescita, il pokot avrà sempre un rapporto di vera amicizia.

## Religione
La religione tradizionale riconosce un solo Dio, creatore, con cui i pokot hanno un rapporto ambiguo. In alcuni riti, Dio sembra essere una presenza benevola. In altre occasioni, Dio è visto come un avversario dell'uomo.
I missionari cristiani, cattolici e protestanti, sono potuti entrare nel territorio pokot solo alla fine degli anni 1960. Prima questi distretti erano considerati dai coloni inglesi delle riserve chiuse.
Oggi, la chiesa cattolica e, in minor misura, quella evangelica, richiamano molti pokot, anche perché scuole e ospedali hanno permesso la penetrazione dei missionari e delle loro idee in tutto il territorio.

## Letteratura
- Baroja, Tomás Herreros 1998. Pökot-English, English-Pökot Dictionary, ed. Kacheliba.
- Bollig, Michael 1990. 'An outline of pre-colonial Pokot history', Afrikanistische Arbeitspapiere, 23, pp. 73–91.
- Bolling, Michael 1996. Bridewealth and Stockfriendship, the Accumulation of Security through Reciprocal Exchange." In Angewandte Sozialforschung, 1996-1997, Vol. 20: (1-2) 57-72.
- Cox, P. S. V. 1972. The Disease Pattern of the Karapokot and its Relationship to Their Environment and Culture. A dissertation for the degree of Doctor of Medicine. University of London.
- Dietz, T. 1987. Pastoralists in Dire Straits; Survival Strategies and External Strategies, Interventions in a Semi-Arid Region at the Kenya/Uganda Border: Western Pokot, 1900-1986. A Ph.D. dissertation University of Amsterdam.
- Kjartan Jonsson 2006. Pokot Masculinity, The Role of Rituals in Forming Men. A Ph.D. dissertation, Reykjavik: University of Iceland, Faculty of Social Sciences.
- Meyerhoff, Elisabeth L. 1981. The Socio-Economic and Ritual Roles of Pokot women. A Ph.D. dissertation, Lucy Cavendish Collage, Cambridge.
- Reynolds, John Eric 1982. Community Development, Ethnicity and Stratification in a Rural Destination: Mnagei, Kenya. A Ph.D. dissertation, University of Washington.
- Rottland, Franz 1982. Die Südnilotischen Sprachen: Beschreibung, Vergelichung und Rekonstruktion (Kölner Beiträge zur Afrikanistik vol. 7). Berlin: Dietrich Reimer. (esp. pp. 26, 138-139)
- Tully, Dorene R. 1985. Human Ecology and Political Process: The Context of Market Incorporation in West-Pokot District, Kenya. A Ph.D. dissertation, University of Washington.
- Visser, J.J. 1989. Pökoot Religion. Oegstgeest: Hendrik Kraemer Institut.